# Pincettfingrad mudderkräfta
Pincettfingrad mudderkräfta (Jaxea nocturna) är en kräftdjursart som beskrevs av Giovanni Domenico Nardo 1847. Arten har även kallats spökräka, men det namnet rekommenderas inte längre. Den ingår i släktet Jaxea och familjen Laomediidae. Inga underarter finns listade i Catalogue of Life.

## Beskrivning
Kroppsfärgen är nästan vit, från blekskär till mycket ljust brun. Huvudet har en kraftig, ogrenad tagg i pannan, som nästan döljer de små, runda ögonen. Första gångbensparet har klosaxar med långa fingrar. Arten blir upp till 6 cm lång.

## Utbredning
Pincettfingrad mudderkräfta finns i Atlanten från vattnen utanför Skottlands sydvästra kust via Engelska kanalen till Marockos kustvatten och in i Medelhavet till de grekiska öarna. Den finns troligen inte i Sverige, men bohålor som påminner om artens har observerats i svenska delen av Skagerrak.